# Plangkrongan
Plangkrongan is een bestuurslaag in het regentschap Magetan van de provincie Oost-Java, Indonesië. Plangkrongan telt 4683 inwoners (volkstelling 2010).